# Valkkleur

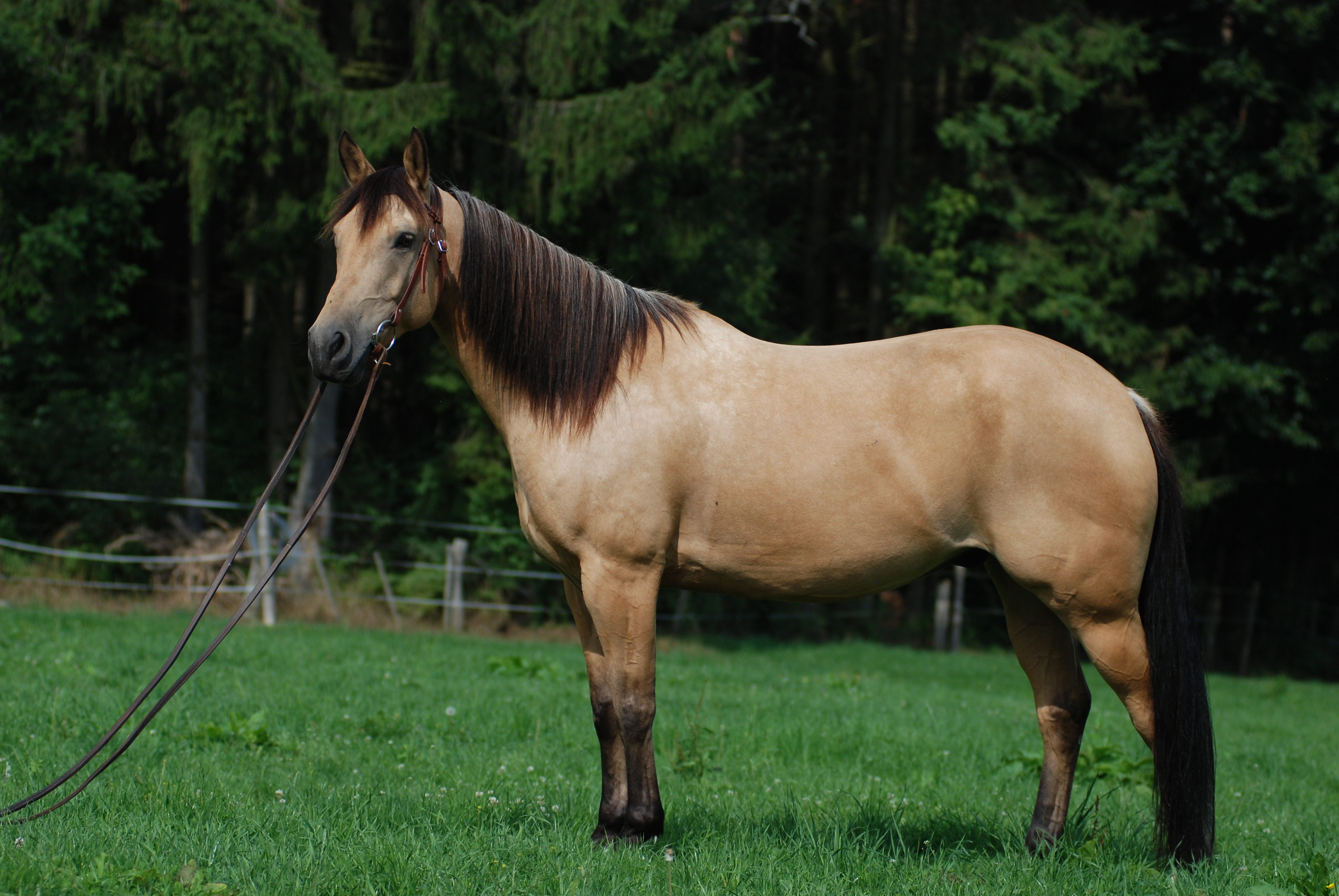
Valkkleurig paard

Valkkleur is een mengkleur die veelal wordt gezien als een combinatie van rood en bruin (soms met een beetje oranje). De kleur ligt dicht bij bruin en vaak wordt deze ook als zodanig ervaren.
Meestal gebruikt men de aanduiding valkkleur om de vachtkleur bij paarden te beschrijven. Als men spreekt over een valkkleurig paard, bedoelt men een paard met enkel het lichaam in valkkleur, waarvan de manen, staart en ook de benen zwart zijn. Natuurlijk zijn er varianten. Een valkkleurig paard kan zowel lichte als donkere tinten bezitten.